# Готье, Сергей Владимирович
Каждый человек должен понимать, что, когда он умрёт, он может и должен стать донором органов. Каждый имеет возможность помочь другим.
Серге́й Влади́мирович Готье́ (род. 23 сентября 1947, Москва) — российский хирург и трансплантолог, специалист в области трансплантологии и создания искусственных органов, хирургической гепатологии, академик РАН, РАМН (2011, членкор 2005). Директор ФГБУ «Национальный медицинский исследовательский центр трансплантологии и искусственных органов имени академика В. И. Шумакова» Минздрава России (с 2008), который, как заявляется, входит в десятку мировых трансплантологических центров. Главный трансплантолог Минздрава России. Заведующий кафедрой трансплантологии и искусственных органов Первого Московского государственного медицинского университета им. И. М. Сеченова (с 2008). Председатель Общероссийской общественной организации «Российское трансплантологическое общество».
С. В. Готье называют ярким представителем школы академика Б. В. Петровского и располагающим наибольшим в стране личным опытом выполнения трансплантации печени (более тысячи операций).
Доктор медицинских наук (1996), профессор. Заслуженный врач Российской Федерации (2014). Дважды лауреат премии Правительства Российской Федерации (2007, 2014).

## Биография
Родился в семье судебных медиков: внук академика-историка Ю. В. Готье. Первоначально увлекался техникой, собирался поступать в МАИ: «В последние недели перед вступительными экзаменами я сильно сомневался, а педагоги из школы посоветовали: „Может, тебе не мучиться так, а пойти по стопам родителей?“ Я пошёл и не пожалел», — вспоминает С. В. Готье.
Окончил лечебный факультет 1-го Московского медицинского института им. И. М. Сеченова (1971), хирург. Спустя пять лет защитил кандидатскую диссертацию. Начиная с третьего курса института, 34 года отработал в Российском научном центре хирургии имени академика Б. В. Петровского (РНЦХ), где в 1975—1996 годы — научный сотрудник, в 1996—2000 годы — заведующий единственным в стране клиническим отделением трансплантации печени, в 2000—2008 годах возглавлял отдел пересадки органов.
Трансплантологией начал заниматься в 1989 году. Стажировался в клиниках Испании и США. Один из хирургов, осуществивших первую в СССР ортотопическую трансплантацию печени, — в 1990 году в РНЦХ.
В 2008 году возглавил ФГБУ «Национальный медицинский исследовательский центр трансплантологии и искусственных органов имени академика В. И. Шумакова» Минздрава России (ранее федеральный научный центр, НИИ трансплантологии и искусственных органов), преемник академика В. И. Шумакова. Также с 2008 года — заведующий кафедрой трансплантологии и искусственных органов Первого Московского государственного медицинского университета имени И. М. Сеченова.
Автор более 700 научных работ, 31 книги. В 1996 году защитил докторскую диссертацию «Ортотопическая трансплантация печени в хирургическом лечении её диффузных и очаговых заболеваний». Под его началом подготовлены 12 докторских и 20 кандидатских диссертаций; является создателем научной и хирургической школы.

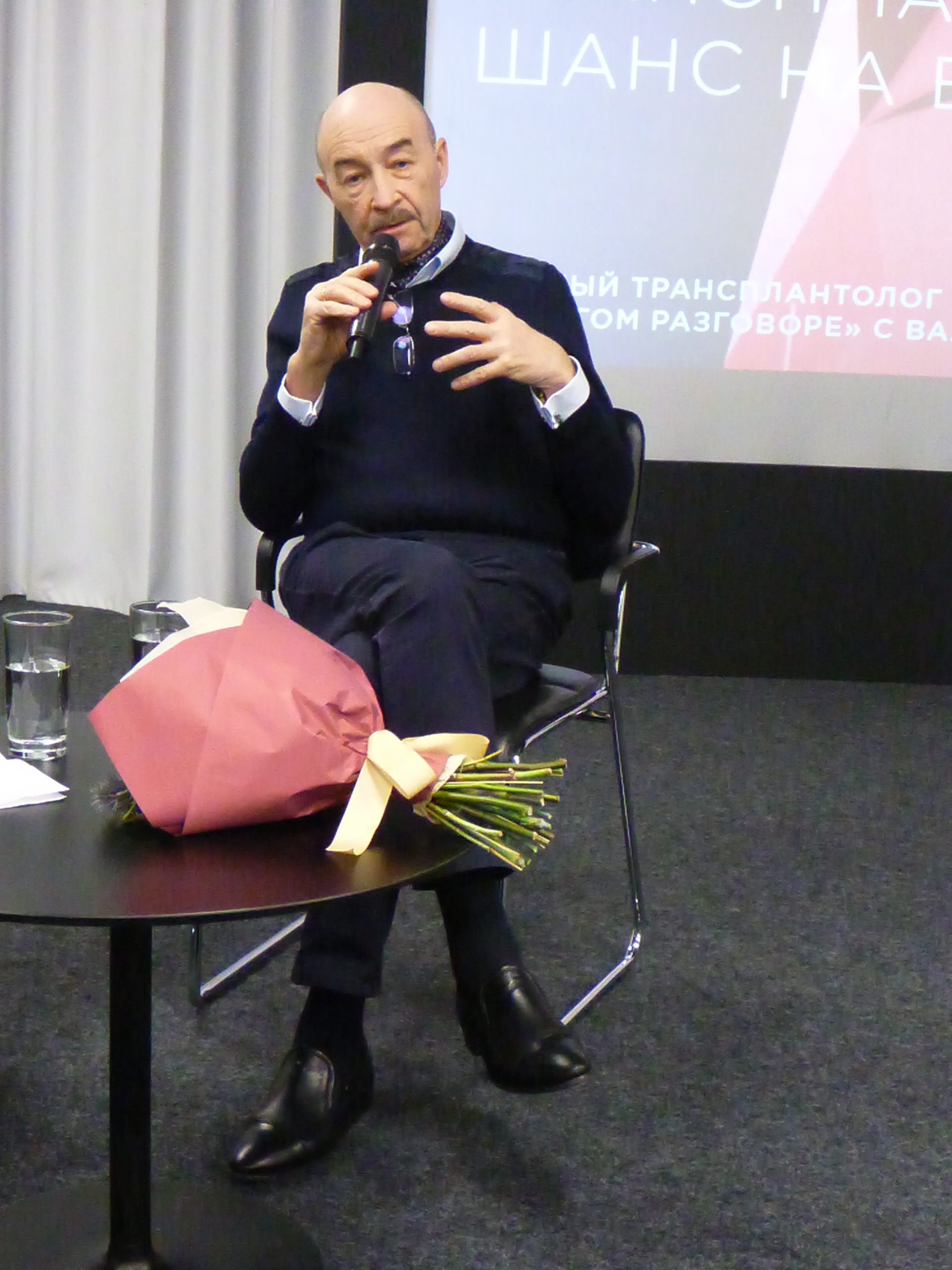
Сергей Готье в Ельцин-центре, 13 февраля 2020 года

Главный редактор журнала «Вестник трансплантологии и искусственных органов», член редколлегий российских и зарубежных журналов «Анналы хирургической гепатологии», «Annals of transplantation» и др. Член экспертных советов при председателе Совета Федерации и комитете по здравоохранению Государственной Думы Федерального Собрания Российской Федерации. Председатель Научного совета по комплексной проблеме медицины «Трансплантология и искусственные органы» Российской Федерации, председатель комиссии Экспертного совета по модернизации и инновационному развитию в области трансплантологии и искусственных органов. Является членом Научного совета программы «Фундаментальные исследования для разработки биомедицинских технологий» Президиума РАН, экспертом в составе Реестра экспертов ОМедН РАН. Председатель Общероссийской общественной организации «Российское трансплантологическое общество», член правления Международной ассоциации хирургов-гепатологов России и стран СНГ. Член Совета Европейского общества трансплантологов, член международной группы хранителей Стамбульской декларации (Declaration of Istanbul Custodian Group). Председатель Научного совета Национальной медицинской палаты. Член Международной гепато-панкреато-билиарной ассоциации, член Международной ассоциации гастроэнтерологов и хирургов. Входит в состав педиатрического комитета Международной ассоциации трансплантации печени.
Разработал и внедрил ряд методов и модификаций хирургических технологий, названных его именем, является автором оригинальной методики трансплантации правой доли печени от живого родственного донора, которую впервые в мире выполнил в ноябре 1997 года, методика была запатентована и к настоящему времени получила широкое распространение в мире.
В 2002 году стал первым в России хирургом, выполнившим мультиорганную трансплантацию — одномоментную пересадку печени и почки одному реципиенту, а в 2003 году — впервые в мире произвёл одновременную трансплантацию правой доли печени и почки от живого родственного донора. С 2002 года первым в России начал выполнять родственную трансплантацию фрагмента поджелудочной железы по поводу сахарного диабета I типа у взрослых и детей. В 2006 году выполнил первую в России трансплантацию тонкой кишки.
В интервью изданию «Коммерсантъ» Сергей Готье заявил, что Россию от продажи органов защищает закон, который позволяет использовать живого донора только при генетическом родстве.

## Семья
Супруга Ольга Мартеновна Цирульникова — доктор медицинских наук, профессор, сотрудница Центра трансплантологии и искусственных органов; из троих детей двое работают в медицине.

## Награды и звания
- В 2008 году Всемирным трансплантологическим обществом (Transplantation Society) включён в число «Пионеров трансплантологии»[4].
- Лауреат премии Правительства Российской Федерации (за трансплантацию печени в 2007 году и за трансплантацию сердца в 2014 году),
- Лауреат премии «Россиянин года» (2013),
- Лауреат Национальной премии лучшим врачам России «Призвание» в номинации «Специальная премия Первого канала» — дважды (2004 — за выполнение трансплантации поджелудочной железы[9], и 2017 год — за спасение 14-летней девочки и пересадку ей легких взрослого донора[10]),
- Лауреат общенациональной премии газеты «Известия» «Известность» в номинации «Здоровье» (2010)[11],
- Лауреат премии «Сделано в России» в номинации «Наука»,
- Лауреат премии «Самые авторитетные люди России — 2010» в профессиональной номинации «Врачи», «Профессия — Жизнь»;
- Международная медаль Теодора Бильрота,
- Большая золотая медаль Н. И. Пирогова,
- Международная награда академика Бориса Петровского — золотая медаль «Выдающемуся хирургу мира» (2008).
- Медаль «Совет Федерации. 15 лет» (2010),
- Благодарности и грамоты Совета Федерации и Государственной думы РФ.
- Почётный доктор НМХЦ им. Н. И. Пирогова (2017)[12]
- Орден Почёта (6 декабря 2019 года) — за заслуги в области здравоохранения и многолетнюю добросовестную работу[13].
- Орден «Дуслык» (2022 год) — за плодотворное сотрудничество с Республикой Татарстан и вклад в дело охраны здоровья населения[14].
- Орден Александра Невского (5 февраля 2024 года) — за большой вклад в развитие отечественной науки, многолетнюю плодотворную деятельность и в связи с 300-летием со дня основания Российской академии наук[15].
- Государственная премия Российской Федерации в области науки и технологий (11 июня 2024 года) — за разработку, научное обоснование и реализацию в практике отечественного здравоохранения оригинальных технологий трансплантации жизненно важных органов[16].
- Орден «За заслуги перед Республикой Татарстан» (15 августа 2024 года) — за значительный вклад в развитие здравоохранения и плодотворное сотрудничество с Республикой Татарстан[17].